# Criollo chabacano
El chabacano es el nombre de diversas lenguas criollas de Filipinas lexificadas por el español. La única variante que conserva un uso frecuente es el zamboangueño.
Los criollos chabacanos se hablan principalmente en la ciudad de Zamboanga, también en las provincias de Zamboanga, Zamboanga del Norte, Zamboanga Sibugay, Zamboanga del Sur, Basilán, Cavite, Cotabato, Dávao y Tawi-Tawi en Filipinas. También se habló en Ternate.Es hablado por más de medio millón de personas.

## Aspectos históricos, sociales y culturales

### Variantes
- En Luzón:
  - Caviteño (Cavite)
  - Ermiteño o ermitaño (barrios de Ermita e Intramuros en Manila), presuntamente extinto
  - Ternateño (Ternate)

- En Mindanao:
  - Castellano Abakay (Dávao)
  - Cotabateño (Cotabato)
  - Zamboangueño (Zamboanga)

Solo la variante hablada en Zamboanga tiene vitalidad.

### Etimología
Chabacano es una palabra de origen español que significa "vulgar", "común", "de baja calidad". Durante el período colonial español, era llamado por la población de habla española el "lenguaje de la calle", "lenguaje de parián" o "lenguaje de cocina" para distinguirlo del español hablado por los peninsulares, insulares, mestizos o la clase alta llamada "ilustrados". Sin embargo, muchos de sus primeros hablantes eran de padres de origen distinto, inmigrantes chinos y soldados españoles o hispanoamericanos y civiles.

### Historia de la lengua
El idioma chabacano tiene una larga tradición en Filipinas, pues forma parte de su herencia hispánica, fruto de los contactos entre la población zamboangueña y los hispanohablantes, tanto peninsulares como novohispanos (hispanoamericanos) trasladados a las islas del archipiélago. La palabra proviene del adjetivo "chabacano", cuyo significado es "vulgar" o "sin arte", puesto que los españoles consideraban esta lengua criolla como un español "vulgar". La variedad llamada "ermitaño" está desaparecida desde el bombardeo que hicieron las tropas estadounidenses y la limpieza de sangre japonesa en la Segunda Guerra Mundial. [cita requerida]
En general en el chabacano la gran mayoría de las palabras son de origen español, pero el filipino y los idiomas locales tienen un papel importante en la composición de las frases y la gramática. Antiguamente se le llamaba "lenguaje de tienda" o "español del paria", de manera despectiva.
Se inició basándose, sobre todo, en el lenguaje español de los pocos habitantes de habla española pura que llegaron hasta la alejada Mindanao y la necesidad de estos de comunicarse con los indígenas que hablaban un número muy grande de lenguas, imposibles de aprender todas a la vez.
También los idiomas principales de Filipinas como el tagalo, y más aún el bisayo, el ilocano y sus variantes tienen una muy marcada influencia española (en el filipino de 8000 palabras raíces, 5000 son de origen español) e incluso hay influencia en las lenguas de las Islas Carolinas que también, de una u otra manera, tuvieron influencia española.
Actualmente hay más de medio millón de hablantes de esta lengua en Filipinas, 562.337 según el Instituto Cervantes en 2024, la enorme mayoría en Zamboanga y en Basilan.  En estas ciudades hay radio y televisión en chabacano y una intensa actividad por su puesta en valor. En 1996, las estimaciones hablaban de 1,2 millones de hablantes, incluidos los hablantes de chabacano como segunda lengua.
En 1999, se celebró en Zamboanga un congreso titulado "Cultiva el lenguaje Chavacano ayer, ahora y hasta para cuando", organizado por el Ateneo de Zamboanga en el marco del programa de cooperación entre España y Filipinas "Towards a Common Future", financiado por la Dirección General de Cooperación y Comunicación Cultural del Ministerio de Educación, Cultura y Deporte español.
Los días 19 y 20 de octubre del año 2000 se celebró en Manila el Simposio "Shedding Light on the Chavacano Language: Learning from General Linguistics and Similar Cases", organizado por el Instituto Cervantes de esa ciudad, con la colaboración del Departamento de Historia del Ateneo de Manila. Este instituto, mantenido por el Ministerio de Asuntos Exteriores de España, intenta llevar a cabo cursos de chabacano juntamente con los de español.

### Medios de comunicación
Actualmente la lengua chabacana se utiliza en diferentes medios de comunicación locales, entre los cuales se destaca el noticiero televisivo diario TV Patrol Chavacano.

## Descripción lingüística

### Léxico
El sesenta por ciento del léxico procede del español y el cuarenta por ciento de lenguas filipinas locales.

### Morfología
En cuanto a la morfología, es muy parecida a la de otras lenguas criollas: no existe género para las formas del singular y del plural y todos los sustantivos van precedidas por el artículo «el». Por otra parte, los tiempos verbales se construyen con partículas: ya-kome yo ('ya he comido, ya comí'), ta-canta yo ('estoy cantando') ai-canta yo (cantaré).
En los datos de Forman (1972) y Grant (2002) para el chabacano de Zamboanga, el orden sintáctico normal es Verbo sujeto objeto (VSO), no SVO como en español:
(1) ya-mira sila sine
PAS-ver 3PL película
'Vieron una película [de cine]'
(2) ya-mira yo manga iru
PAS-ver 1SGPLUR perro
'Vi [algunos] perros'
(3) tyene yo myedo na bisikleta
tener 1SG miedo LOC bicicleta
'Tengo miedo con la bicicleta'
(4) ya-ase le danyo
PAS-hacer 3SGPLUR daño
'Hizo daño'
Nótese en la oración (2) la presencia del pluralizador nominal manga que es fonológicamente idéntico al de la lenguas filipinas locales. Otra característica es que las palabras nominales suelen ser invariantes y frecuentemente no distinguen género, así el bisikleta 'la bicicleta', el dalaga 'la muchacha'. Sin embargo posee algunas categorías gramaticales inexistentes en español como la voz inversa que permite alterar el orden de constituyentes:
(5a) maestra ∅ el dalaga
maestra VOZ.DIRECT ART muchacha
(5b) el dalaga amo maestra
ART muchaca VOZ.INVER maestra
'La muchacha es maestra'

### Ejemplos[12]
Ya mirá yo con José.
('Yo vi a José.')
Ya mirá José.
('José vio.')
Ya pidí sila pabor con su tata.
('Ellos/Ellas le pidieron un favor a su padre.')
Ele ya empezá buscá que buscá con el sal.
('Él/Ella empezó a buscar la sal por todas partes.')
Ele ya andá na escuela.
('Él/Ella fue a la escuela.')
Si Mario ya dormí na casa.
('Mario durmió en la casa. ')
El hombre, con quien ya man encuentro tu, es mi hermano.
('El hombre que tu encontraste es mi hermano.')

## Variedades dialectales

### Chabacano zamboangueño
Ejemplo de dialecto sería:

Treinta y cuatro kilómetro desde el pueblo de Zamboanga, Bunguiao un

diutay barrio, estaba como un desierto. No hay gente quien ta quedá.
Abundante en particular de magá animal como puerco, gatorgalla, venao y
otro pa. Magá pajariador lang ta puede visitá con este lugar.

'A treinta y cuatro kilómetros de la ciudad de Zamboanga, Bunguiao, un barrio pequeño, era una vez un desierto. Ninguna gente vivió aquí. El lugar abundó con los animales salvajes como puercos, gatos monteses, venados, y aún otros. El lugar fue visitado solamente por los cazadores (de aves).

#### El "Padre Nuestro"
El Padre Nuestro en zamboangueño
| (Común) Diamon Tata quien t'alli na cielo, bendito el diustéd nombre. Mandá vene con el diustéd reino; Hacé el diustéd voluntad aquí na tierra, igual como allí na cielo. Dale kanamon el pan para cada día. Perdoná el diamon magá culpa, como ta perdoná kamé con aquellos quien tiene culpa kanamon. No dejá que hay caé kamé na tentación y librá kanamon na mal. | (Formal) Nuestro Tata Quien talli na cielo, Bendito el de Ustéd nombre. Mandá vene con el de Ustéd reino; Hacé el de Ustéd voluntad aquí na tierra, igual como allí na cielo. Dale con nosotros el pan para cada día. Perdoná el de nuestro maná pecados, como nosotros ta perdoná con aquellos quien ya peca con nosotros. No dejá que nosotros hay caé na tentación sino librá con nosotros de mal. |

### Chabacano de Cavite y Ternate
Ejemplos de chabacano de Cavite y Ternate:

Puede nisos habla: que grande nga pala el sacrificio del mga héroe para niso

independencia. Debe nga pala no niso ulvida con ilos. Ansina ya ba numa?

Debe haci niso mga cosa para dale sabi que ta aprecia niso con el mga heroeque

preparao din niso haci sacrificio para el pueblo. Que laya? Escribi mga

novela como Jose Rizal?
'Podemos decir: qué grandes sacrificios nuestros héroes han hecho para nuestra independencia. Debemos por lo tanto no olvidarnos de ellos. ¿Tiene gusto en esto? Debemos hacer cosas para que sea sabido que apreciamos a nuestros héroes; que estamos listos para hacer los sacrificios para nuestro pueblo. ¿Cómo lo haremos? ¿Escribimos novelas como José Rizal?.'